# Г'юлетт-Гарбор (Нью-Йорк)
Г'юлетт-Гарбор (англ. Hewlett Harbor) — селище (англ. village) в США, в окрузі Нассау штату Нью-Йорк. Населення — 1290 осіб (2020).

## Географія
Г'юлетт-Гарбор розташований за координатами 40°37′58″ пн. ш. 73°41′5″ зх. д. / 40.63278° пн. ш. 73.68472° зх. д. (40.632682, -73.684848).  За даними Бюро перепису населення США в 2010 році селище мало площу 2,15 км², з яких 1,88 км² — суходіл та 0,27 км² — водойми.

## Демографія
Згідно з переписом 2010 року, у селищі мешкали 1263 особи в 418 домогосподарствах у складі 371 родини. Густота населення становила 588 осіб/км².  Було 442 помешкання (206/км²).
Расовий склад населення:
| - 93,7 % — білих - 3,9 % — азіатів - 0,8 % — чорних або афроамериканців - 1,4 % — осіб інших рас |

До двох чи більше рас належало 0,2 %. Частка іспаномовних становила 2,4 % від усіх жителів.
За віковим діапазоном населення розподілялося таким чином: 26,9 % — особи молодші 18 років, 56,4 % — особи у віці 18—64 років, 16,7 % — особи у віці 65 років та старші. Медіана віку мешканця становила 46,5 року. На 100 осіб жіночої статі у селищі припадало 97,0 чоловіків;  на 100 жінок у віці від 18 років та старших — 94,7 чоловіків також старших 18 років.
Середній дохід на одне домашнє господарство  становив 260 319 доларів США (медіана — 200 000), а середній дохід на одну сім'ю — 292 346 доларів (медіана — 224 375). За межею бідності перебувало 1,5 % осіб, у тому числі 0,9 % дітей у віці до 18 років та 2,8 % осіб у віці 65 років та старших.
Цивільне працевлаштоване населення становило 520 осіб. Основні галузі зайнятості: освіта, охорона здоров'я та соціальна допомога — 23,1 %, науковці, спеціалісти, менеджери — 19,2 %, гуртова торгівля — 13,3 %, фінанси, страхування та нерухомість — 13,3 %.